# Tripertita
I Tripertita di Sesto Elio, console nel 198 a.C. e amico di Scipione l'Africano, erano una sorta di commento alle XII Tavole, le leggi romane per eccellenza nella tradizione. Al commento, seguiva l'interpretatio e a quest'ultima si collegavano i moduli processuali delle legis actiones. Sesto Elio poneva al centro del suo studio, le XII Tavole. I Tripertita si collocano in un contesto storico ben determinato, vale a dire il passaggio dalla Repubblica al Principato. Periodo in cui le XII Tavole furono oggetto di continua attenzione da parte di autori e studiosi appartenenti al VI secolo a.C.